# غوشة بل (مقاطعة دورود)
غوشة بل (بالفارسية: گوشه پل) هي قرية تقع في قسم دورود الريفي (مقاطعة دورود) في إيران. يقدر عدد سكانها بـ 550 نسمة بحسب إحصاء 2016.